# نهر وادي الأبيض
الوَادِي الأَبْيَضُ أو نهر تورية (بالإسبانية: río Turia أو Guadalaviar)‏ هو نهر بإسبانيا طوله 280 كم.